# Estigma social

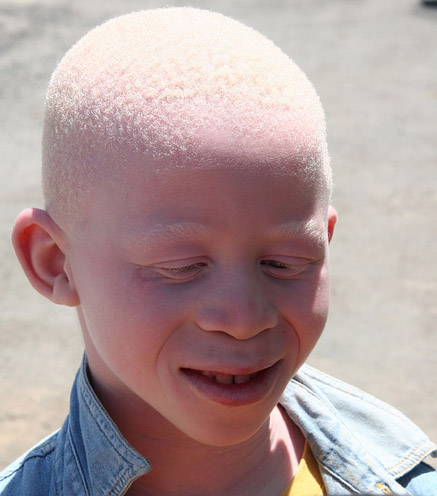
Algunas culturas africanas, discriminan a los niños nacidos albinos. Tienen creencias tan dispares como que no son de su raza, son semidioses, o son inmortales, o que está poseídos por algún espíritu y que, además, es un mal contagioso.

En sociología, estigma es una condición, atributo, rasgo o comportamiento que hace que la persona portadora sea incluida en una categoría social hacia cuyos miembros se genera una respuesta negativa y se la vea como inaceptable o inferior. 
El concepto fue acuñado en 1963 por el sociólogo canadiense Erving Goffman, en su reconocido libro del mismo título, en que precisa la noción sociológica del término como pertenencia a un grupo social menospreciado (grupo étnico, religión, nación, etc.), distinguiéndola de las nociones anatómica (abominación del cuerpo) y psicológica (defectos del carácter del individuo). El proceso mediante el cual se realiza el estigma se denomina estigmatización.

## El estigma social según Goffman
Goffman define el estigma como el proceso en el cual la reacción de los demás estropea la "identidad normal". Goffman reconoce tres formas de estigma:
- El cuerdismo o mentalismo por la imposición de un diagnóstico médico de trastorno mental (o la experiencia del trastorno);
- una forma de deformidad o una diferenciación no deseada;
- la asociación a una determinada raza, creencia o religión (o ausencia de esta).[2]

Las enfermedades mentales, las discapacidades físicas, la obesidad, el ser hijo ilegítimo, la orientación sexual, la identidad de género, el color y tono de piel, la nacionalidad, el proclamarse de una cierta etnicidad o el vivir en un entorno con índices de criminalidad elevados son objeto de estigma social en una gran variedad de contextos sociopolíticos. La percepción o atribución de lo correcto e incorrecto y lo criminalizable trae consigo un fuerte estigma social. Las concepciones sociales imperantes dentro de una sociedad acerca de grupos estigmatizados pueden ser mantenidas o magnificadas al ser reproducidas por los medios de comunicación.

## Consideraciones éticas
Goffman enfatiza el hecho de que la relación de estigma se establece entre un individuo y un grupo con un conjunto de expectativas, por lo cual cada uno de ellos juega a la vez los roles de estigmatizador y estigmatizado. Da como ejemplo que en algunos trabajos que suponen la ausencia de un nivel educativo alto, las personas que sí lo tienen lo esconden para no parecer fuera de lugar, por no estar en el trabajo más adecuado a su formación o a los ojos del grupo como personas diferentes. Igualmente, una persona adolescente de nivel social medio no tendrá problema en ser visto en la biblioteca, mientras que uno criado en un ambiente de exclusión social puede ser estigmatizado por ello. Goffman también da el ejemplo de personas negras estigmatizadas entre blancos y a la vez personas blancas estigmatizadas entre negros (debe tenerse en cuenta que la obra fue escrita durante la segregación racial en Estados Unidos).

## Los individuos estigmatizados
Las personas estigmatizadas son enviadas al ostracismo, devaluadas, rechazadas y vilipendiadas. Experimentan discriminación, insultos, ataques e incluso asesinatos, y aquellos que se perciben a sí mismos como miembros de un grupo estigmatizado (lo sean o no), experimentan estrés psicológico.
El estigma social afecta no sólo la salud psicológica sino también la salud física de la persona que sufre la condición; por ejemplo, se ha informado el retraso en las consultas médicas en enfermedades que en algunos contextos sociales pueden considerarse estigmatizantes, como la lepra.
Otra situación frecuentemente estigmatizada a nivel social es la condición de padecer una enfermedad neurodegenerativa como la Enfermedad de Parkinson; en este caso, sus síntomas y signos pueden generar estigma.

## Los individuos estigmatizadores
Desde la perspectiva de las personas estigmatizadoras, la estigmatización provoca su deshumanización, la amenaza y aversión al otro y la despersonalización de los demás a través de caricaturas estereotipadas. Estigmatizar a los demás teóricamente serviría a estas personas para mejorar su autoestima mediante la comparación a la baja, comparándose con otras personas que parecen menos afortunadas y mejorar así su bienestar mediante el desprecio a los demás. En el siglo XXI, muchos psicólogos consideran la estigmatización y estereotipación consecuencia de las limitaciones y ausencia de habilidades sociales de determinadas personas, así como de la información y experiencia social a la que se ven expuestas.

Current views of stigma, from the perspectives of both the stigmatizer and the stigmatized person, consider the process of stigma to be highly situationally specific, dynamic, complex and nonpathological.

Este extracto puede traducirse al español como: Las miradas actuales sobre el estigma, tanto desde la perspectiva del estigmatizador como de la persona estigmatizada, consideran que el proceso de estigmatización es altamente situado (es específico en ese contexto y situación), dinámico, complejo y no patológico.

## Estudios locales
En Brasil, Carlos Roberto Bacila ha hecho estudios inéditos sobre las condiciones históricas de los estigmas.
En México, Franco Mascayano realizó un estudio en 2015 sobre los estigmas relacionados con la salud mental en el país. 
En España, Manuel Muñóz junto con la Biblioteca Histórica de la Complutense (2022) publicaron un estudio sobre los estigmas presentes en el país en 3 diferentes ámbitos: 
1. La salud mental
2. La situación sin hogar
3. La discapacidad intelectual